# Sortie (Musik)
Ein Sortie (frz. „sortie“ „Ausgang“) ist die Bezeichnung eines musikalischen Vortragsstücks für die Orgel, das am Ende einer Messe in  Frankreich in der Regel auf der Hauptorgel durch den künstlerisch hochrangigsten Organisten (Titularorganisten) gespielt wird, welcher manchmal zuvor nur wenig in das gottesdienstliche Geschehen eingebunden war. Das Stück bildet somit den Gegenpol zum Entrée (frz. „Eingang“), welches zu Anfang gespielt wird. Der Charakter dieser Stücke sind meist festlich, und sie werden normalerweise mit einer Plenumregistrierung gespielt, was durchaus auch pompös wirken kann.
In der französischen Romantik sind diese Stücke am häufigsten aufzufinden. Bekannte Komponisten dieser Gattung sind u. a. Louis Lefébure-Wély, Charles Tournemire und Marcel Dupré.